# La lección de banjo
La lección de banjo, (en inglés:The Banjo Lesson) es una pintura del pintor afroamericano Henry Ossawa Tanner. Esta es una pintura de género que comparte tema en común con las pinturas Los pobres agradecidos (1895) y El joven fabricante de zuecos (1895) y representa a dos afroamericanos en un entorno doméstico humilde: un anciano negro está enseñando a un niño, posiblemente su nieto, a tocar el banjo. Esta pintura ha estado en manos de la Universidad Hampton desde 1894.